# Hélène Marcouyre
Hélène Marcouyre née le 16 octobre 1979, est une coureuse cycliste française. Elle pratique le VTT, le cyclo-cross et le cyclisme sur route.

## Palmarès en VTT

### Championnats du monde
- Ornans 2012
  - 10e du cross-country marathon
- Laissac 2016
  - 7e du cross-country marathon

### Coupe du monde
Coupe du monde de cross-country marathon
- 2007 : un podium à Grande Canarie

### Championnats d'Europe
- Silkeborg 1997
  -  Championne d'Europe de cross-country juniors

### Championnats de France
- 2001
  - 2e du cross-country espoirs
- 2007
  -  Championne de France de cross-country marathon
- 2008
  - 3e du cross-country
- 2010
  -  Championne de France de cross-country marathon
- 2011
  -  Championne de France de cross-country marathon
- 2013
  - 2e du cross-country marathon
- 2014
  - 3e du cross-country marathon
- 2015
  - 3e du cross-country marathon
- 2016
  -  Championne de France de cross-country marathon